# Anatomopatologo
L'anatomopatologo è un medico specialista di anatomia patologica, quella branca della medicina che opera per individuare e analizzare le alterazioni indotte da stati di malattia in organi e tessuti prelevati prevalentemente mediante biopsia o in corso di intervento chirurgico (estemporanea o esame intraoperatorio).
La figura dell'anatomopatologo è soltanto marginalmente sovrapponibile a quella del medico legale, qualora venga interpellato in qualità di perito, al fine di collaborare con gli organi investigativi per gli accertamenti legali sulle cause di decessi, non completamente chiarite. Il ruolo principale dell'anatomopatologo è quello di formulare la diagnosi di malattia, mediante l'esame macro e microscopico dei tessuti, indispensabile per iniziare una corretta e specifica terapia, specialmente nel campo oncologico.
Primo fondatore in età moderna della disciplina e generalmente considerato l'anatomopatologo ante-litteram è Giovanni Battista Morgagni.